# 1696
1696 (MDCXCVI) fue un año bisiesto comenzado en domingo según el calendario gregoriano.

## Acontecimientos
- Isaac Newton es nombrado director de la Moneda.
- 12 de junio: en Mongolia, batalla de Jao Modo, victoria del ejército imperial chino del emperador Kangxi y derrota de las tropas del Kanato de Zungaria de Galdan Boshugtu Khan.
- 26 de agosto: El Tratado de Turín (1696) fue el decisivo acto que puso fin momentáneamente a las ambiciones del duque Víctor Amadeo II de Saboya y que le obligó a pasar a una alianza con los franceses. Algunas cláusulas del tratado preveían el mantenimiento bajo control francés de la fortaleza de Pinerolo, así como el paso de la fortaleza de Casale al duque de Mantua, en cuanto estado neutral.
- 30 de diciembre: Aparición de la Virgen de la Nube en los cielos de Guálupo-Quito, Ecuador.

## Nacimientos
- 5 de enero: Giuseppe Galli-Bibiena, arquitecto y pintor italiano. (f. 1757)
- 13 de marzo: Louis François Armand de Vignerot du Plessis, noble y militar francés (f. 1788)
- 27 de septiembre, Alfonso de Ligorio nace en Marianella, Nápoles (Italia). Este santo Obispo y Doctor de la Iglesia fue el fundador de la Congregación del Santísimo Redentor.
- 28 de octubre: Pedro Antonio Oruña Calderón, conocido como Fray Pablo de Colindres que será elegido en 1761 superior general de la orden monástica de los capuchinos.
- Pierre Février (1696–1760) compositor de música barroca, francés, organista y clavecinista.

## Fallecimientos
- 21 de enero: Beata Inés de Benigánim , Agustina descalza
- 16 de mayo: Mariana de Austria, Reina consorte de España de 1649 a 1665 y Regente de 1665 a 1675, segunda esposa de Felipe IV (n. 1634)